# 格鲁梅洛-德尔蒙特
格鲁梅洛-德尔蒙特（義大利語：Grumello del Monte），是意大利贝加莫省的一个市镇。总面积9.82平方公里，人口7260人，人口密度739.3人/平方公里（2009年）。国家统计（ISTAT）代码为016120。

## 友好城市
- 法國 埃梅